# Zvonimir Červenko

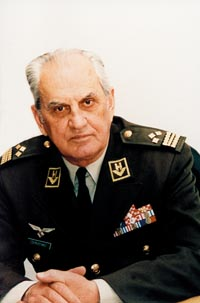
Zvonimir Červenko

Zvonimir Červenko (* 13. November 1926 in Prijepolje; † 17. Februar 2001 in Zagreb) war ein kroatischer General.
Červenko war als Nachfolger Janko Bobetkos ab Juli 1995 Generalstabschef der kroatischen Armee. Unter ihm fand die Operation Sturm statt, bei der im August 1995 die Republik Serbische Krajina durch kroatische Truppen eingenommen wurde. Einer möglichen Anklage wegen Kriegsverbrechen im Zusammenhang mit ethnischen Säuberungen vor dem Internationalen Strafgerichtshof entging er durch seinen Tod 2001.

## Internationaler Strafgerichtshof für das ehemalige Jugoslawien
In der Anklageschrift des ICTY gegen Ante Gotovina, Mladen Markač und Ivan Čermak wird Zvonimir Červenko als Mitglied einer kriminellen Vereinigung beschrieben, deren Ziel die dauerhafte Vertreibung der serbischen Bevölkerung aus dem Gebiet der Republik Serbische Krajina gewesen war.